# Guldhornene (film)
Guldhornene är en dansk film från 2007, regisserad av Martin Schmidt. Filmen hade biopremiär i Danmark till höstlovet 2007. Guldhornen bygger på TV2:s julkalender Jul i Valhalla.

## Handling
De tre barnen Sofie, Jonas och Emma har flyttat till Köpenhamn tillsammans med Sofies mamma Tove och Jonas och Emmas pappa Asbjörn som har fått jobb på Nationalmuseet, där  han ska ansvara för det årliga vikingaspelet. Samtidigt försöker Tove välja en vit färg till väggarna i det nya huset. Till slut väljer hon en GRA-vit nyans, och det tar  tid förrän Asbjörn förstår att Tove menar att hon är gravid!
Allt är frid och fröjd tills en dag när de nordiska gudarna Loke, Tor, Heimdal och Idun dyker upp. De berättar för Jonas, Sofie och Emma att jättarna Trym och Kvalm har kommit på var de riktiga guldhornen finns. Alla människorna tror att de äkta guldhornen smältes ner 1802 av en girig guldsmed, men i verligheten  lyckades Tor rädda dem. Nu är Trym och Kvalm på jakt efter guldhornen, så Jonas, Sofie och Emma måste tillsammans med gudarna utföra en nästan omöjlig, storlagen kupp, för att få tag på dem före jättarna. Skulle kuppen misslyckas så att jättarna får tag på guldhornen och förstör dem, kommer Sofie, Jonas och Emma bli de sista människorna på jorden.

## Rollista
- Laura Buhl – Sofie
- Lukas Thorsteinsson – Jonas
- Ann Eleonora Jørgensen – Tove
- Troels Lyby – Asbjörn
- Clara Bahamondes – Emma
- Martin Brygmann – Loke
- Søren Spanning – Oden
- Peter Frödin – Heimdal
- Henrik Noél Olesen – Tor
- Lene Maria Christensen – Idun
- Morten Suurballe – Trym
- Jesper Asholt – Kvalm

## Mottagning
Filmen hade premiär under skolornas höstlov, där den sålde många biljetter, även om den sågades av recensenterna.
I Filmårbogen 2008 beskrev Jakob Stegelmann filmen så här: "Tafatt, trist och mycket dålig barnfilm som försöker berätta en spännande och komisk historia om de nordiska gudarnas möte med nutiden. Man  skäms nästan hela tiden – både på grund av den långsamt lunkande, fantasilösa regin, de tama actionscenerna och de pinsamma skådespelarinsatserna: Peter Frödin (som Heimdal) har knappast spelat sämre, Søren Spannings Oden är ryslig, och Martin Brygmann är inte ens en parodi på Loke."